# Garuda

Garuda

Garuda (em sânscrito: गरुड ) é uma figura mitológica presente nos mitos do hinduísmo, originariamente uma águia. Pássaro solar brilhante como o fogo, é a montaria do deus Vishnu, que é ele próprio de natureza solar. Garuda é Nagari, inimigo das serpentes ou Nagantaka, destruidor de serpentes.
Sempre mostrado espantando cobras e simbolizando a luta sem fim entre o Bem e o Mal, Vida e Morte, os poderes celestiais contra as preocupações terrenas. A força deste símbolo duplica quando em companhia de Vishnu.
É o emblema dos soberanos de raça solar e Naga o dos soberanos de raça lunar. Garuda é também a palavra alada, o triplo Veda, um símbolo do verbo, ou seja, o mesmo que a águia representa na iconografia cristã.
Garuda possuía cabeça humana com bico e três olhos, asas, braços e pernas, e era inimiga das serpentes Nagas.

## Garuda Purana
O Garuda Purana é um dos dezoito Mahapuranas e é considerado o principal texto hindu a respeito da transmigração da alma, vida após vida. É uma espécie de códice do samsara, ou ciclo eterno de nascimentos e mortes.
O Purana narra um diálogo entre Garuda e Vixnu a respeito de como ocorre a transmigração e explicando detalhadamente o processo conforme é apresentado nos diversos outros textos védicos.

## A lenda de Garuda
Na Mitologia, é chefe da raça das aves e inimigo da raça das serpentes. Veículo do deus Vixnu.

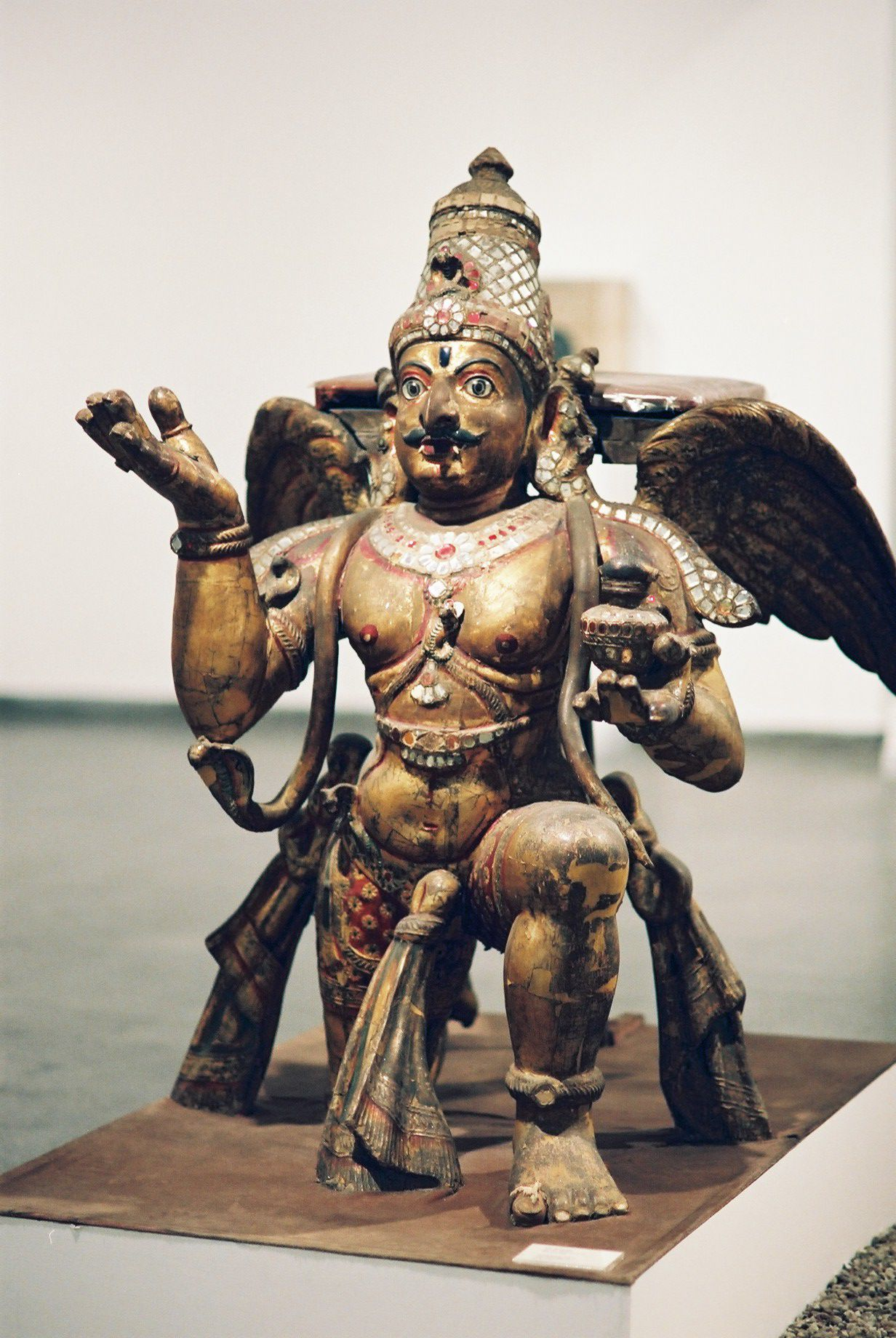

Um dia a mãe de Garuda e a mãe dos Nagas fizeram uma aposta de qual seria a cor do cavalo divino que estava saindo da batedura do oceano e quem perdesse se tornaria prisioneira da outra, a mãe dos Nagas ganhou a aposta. Querendo a liberdade de sua mãe, Garuda foi até os Nagas e perguntou o que ele poderia fazer para libertá-la, os Nagas disseram que ele teria que roubar e entregar para eles a água da imortalidade dos deuses. Garuda voou até à montanha na qual a água estava guardada, mas para consegui-la ele teve que enfrentar um exército de deuses e dois dragões que guardavam a água. Feito isso, Garuda entregou a água da imortalidade para os Nagas e estes libertaram sua mãe, mas, antes que os Nagas pudessem beber da água, os deuses vieram e a tiraram deles.
Garuda é o emblema nacional da Tailândia e da Indonésia.